# 盧德布雷格

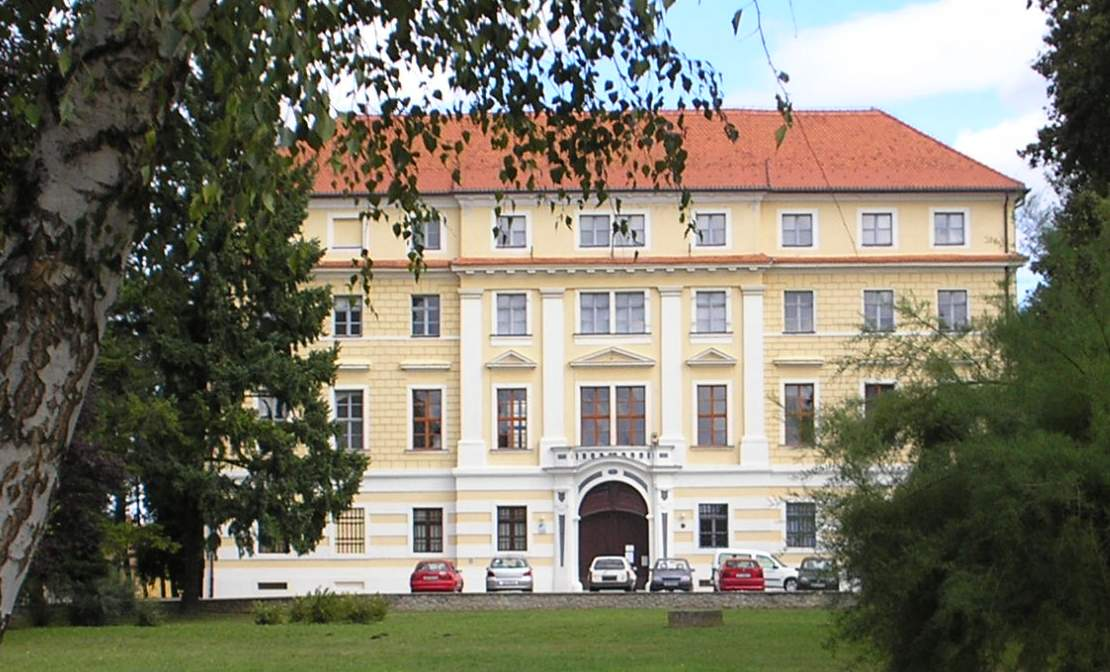

盧德布雷格是克羅地亞的城鎮，位於該國北部，距離首府瓦拉日丁20公里，由瓦拉日丁縣負責管轄，面積7.02平方公里，海拔高度157米，2011年人口8,458。

## 外部連結
- Ludbreg official site （克羅埃西亞文）